# إيفان بيشيتش (كرة يد)
إيفان بيشيتش (بالكرواتية: Ivan Pešić) مواليد 17 مارس 1989 في رييكا، هو لاعب كرة يد كرواتي يلعب كحارس مرمى. يلعب حاليا مع نادي ميشكوف برست لكرة اليد ويحمل الرقم 1. مثل كل من منتخب كرواتيا لكرة اليد ومنتخب كرواتيا لكرة اليد. شارك في دورة الألعاب الأولمبية الصيفية سنة 2016. حقق المركز الثاني في بطولة العالم لكرة اليد للرجال شباب 2007.

## المسيرة الاحترافية
لعب مع نادي فيسبرم لكرة اليد في موسم 2008–2009، ثم لعب مع نادي ماريبور برانيك لكرة اليد في الدوري السلوفيني في موسم 2012–2013، ثم لعب مع نادي ميشكوف برست لكرة اليد في سنة 2013.

## سجل المنافسة
شارك في البطولات التالية:
- الألعاب الأولمبية الصيفية 2016

## الإنجازات
- الدوري الكرواتي لكرة اليد - الغرب (1): 2004-05
- الدوري الكرواتي لكرة اليد الوصافة: 2008
- الدوري المجري لكرة اليد: 2008-09
- الدوري الكرواتي لكرة اليد: 2009-10، 2010–11، 2011–12
- دوري الجنوب الشرقي لكرة اليد الوصافة: 2013–14، 2014–15

## روابط خارجية
- إيفان بيشيتش على موقع الاتحاد الدولي لكرة اليد (الإنجليزية)
- إيفان بيشيتش على موقع الاتحاد الأوروبي لكرة اليد (الإنجليزية)
- إيفان بيشيتش على موقع أوليمبيديا (الإنجليزية)